# Svědectví
Svědectví (Świadectwo) – czeski emigracyjny kwartalnik polityczno-kulturalny. W 1956 założył go w Nowym Jorku publicysta Pavel Tigrid, przedtem współpracownik innego pisma emigracyjnego, wychodzącej na przełomie lat 40. i 50. „Skutečnosti”, i Radia Wolna Europa. Przez cały czas istnienia kwartalnika był jego redaktorem naczelnym. 
W 1960 redakcja przeniosła się do Paryża, a po aksamitnej rewolucji, w 1990, do Pragi. W 1992 pismo przestało się ukazywać. Wydano 93 numery. Celem pisma było stać się trybuną poglądów różnych grup czeskiej emigracji. Pismo śledziło  również rozwój wydarzeń w Czechosłowacji i miało tam tajnych współpracowników. Za publikowanie w nim (pod pseudonimem) w 1967 został skazany na 5 lat pozbawienia wolności prozaik Jan Beneš. Mimo to w latach 70. drukowało w “ Svědectví” wielu ważnych pisarzy i publicystów samizdatowych. Duża część każdego numeru poświęcona była literaturze.
Znaczenie „Svědectví” dla Czechów można porównać ze znaczeniem paryskiej „Kultury” dla Polaków. Choć z czasem zaczęło się ukazywać sporo czeskich i czechosłowackich pism emigracyjnych (m.in. „Listy”, Rzym, od 1979; „Obrys”, Monachium, od 1981; „Paternoster”, Wiedeń, od 1983; „Proměny”, Nowy Jork, od 1964; „Rozmluvy”, Londyn, od 1982; „Studie”, Rzym, od 1958), “Svědectví” miało pozycję wyjątkową.